# Callitriche hamulata
Callitriche hamulata là một loài thực vật có hoa trong họ Mã đề. Loài này được Kutz. apud Reichenb. mô tả khoa học đầu tiên năm 1841.

## Hình ảnh

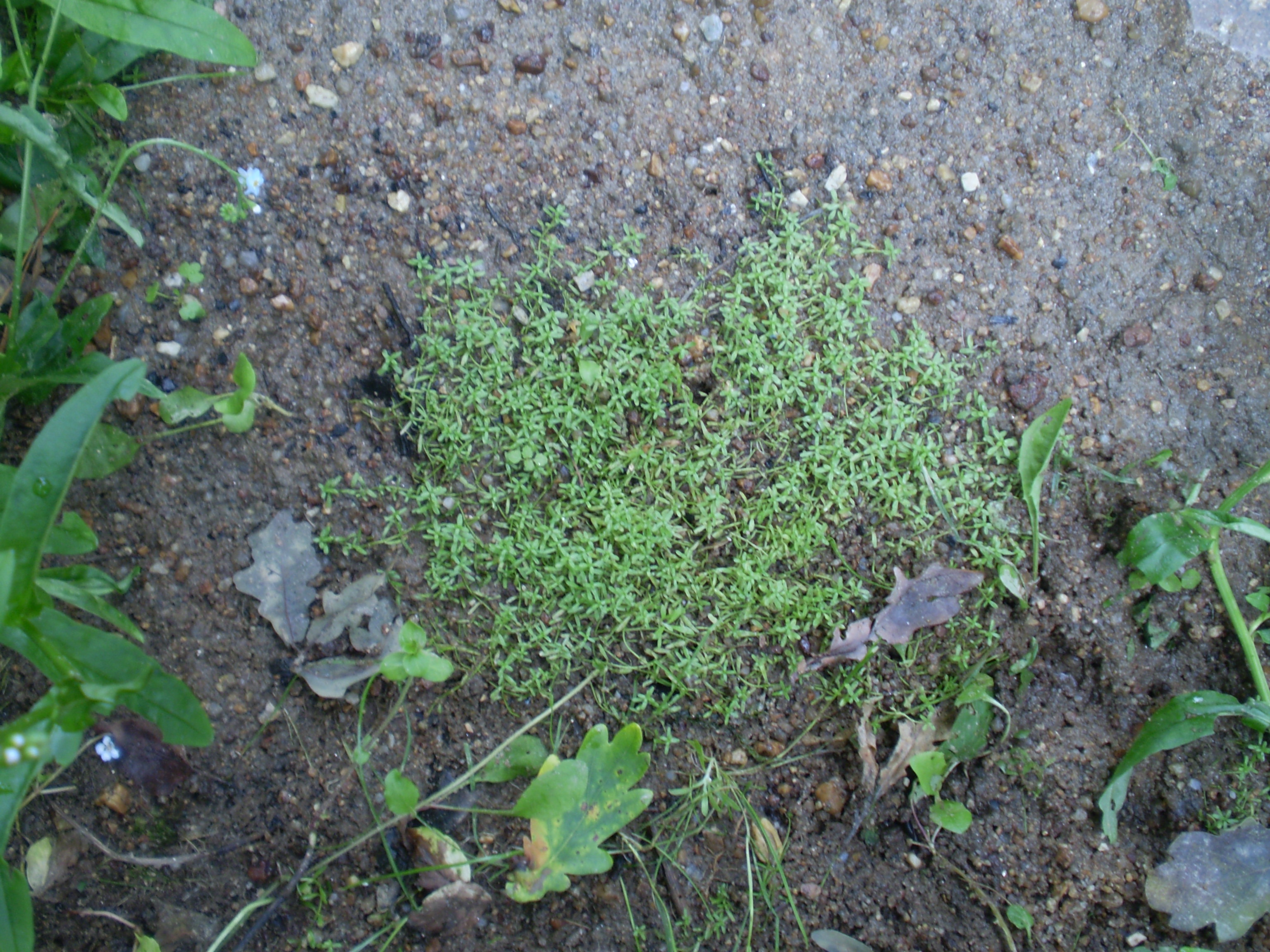
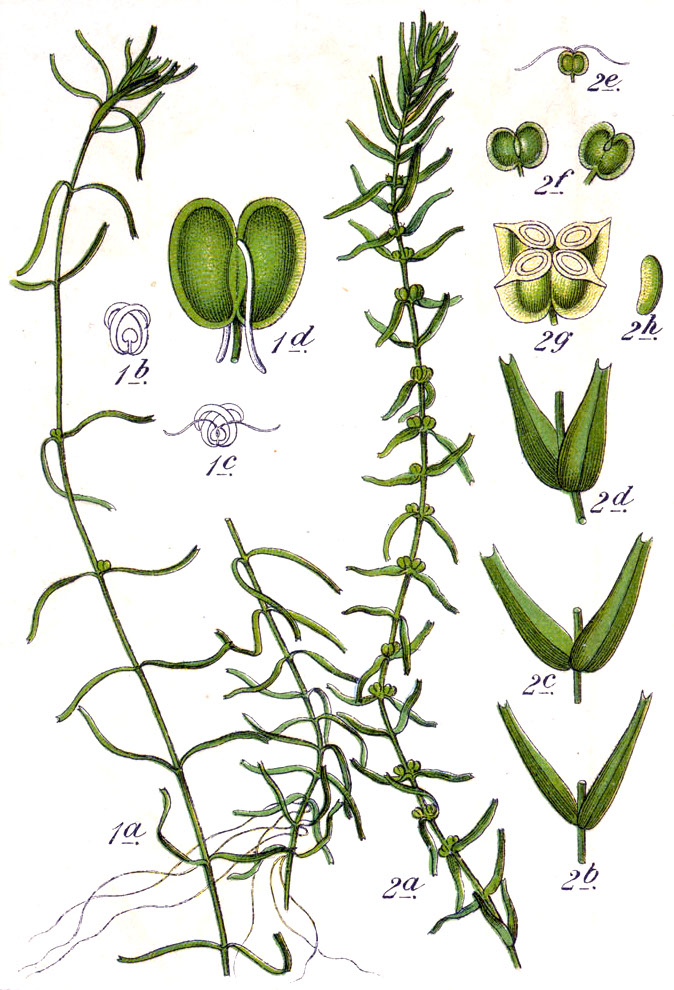
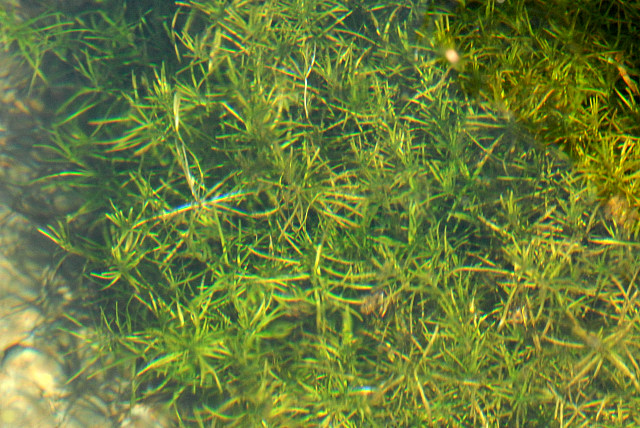
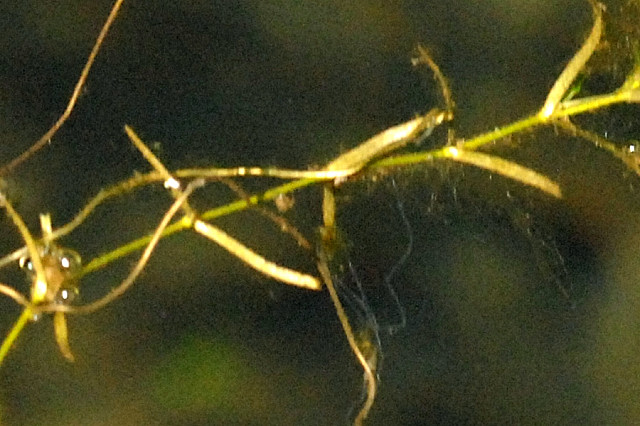